# 안개를 찾아서
《안개를 찾아서》는 한국방송공사 1TV 특집드라마이다.

## 줄거리
알 수 없는 어릴적의 희미한 기억속에 갇혀있던 열에게 어느날 김달수란 노인이 작고한 부친의 유화 2점을 갖고 나타난다. 동양화를 그렸던 부친에게 유화가 있었는지를 확인하는 사이 김달수가 사라지고, 열은 그를 찾아헤매다 부친의 절친했던 친구 우죽선생을 만난다. 그곳에서 열은 부친이 김달수에게 동양화를 모두 도둑맞아 붓을 놓았다가 잠시 유화를 그리며 공교롭게도 김달수의 처를 모델로 그리며 불륜이 시작되고 사실이 밝혀지며 달수 처는 아들을 낳은 후 종적을 감췄음을 알게 된다. 그말을 들은 열은 그 불륜의 사이에 태어난 것이 자신이며 우죽선생 집에서 보낸 어릴적의 기억이 자신을 짓눌러왔음을 알게 되고 가벼운 마음으로 집으로 돌아오는데 이때 평생 부인을 잊지못한 김달수는 유화 2점을 남겨 둔채 기차에 몸을 던진다.

## 제작진
- 원작: 최일옥
- 연출: 김송원
- 극본: 허숙

## 출연진
- 송영창
- 박인환
- 전무송
- 백윤식
- 정재순
- 이해룡
- 양미경
- 양재성
- 남윤정
- 정복임
- 이수연
- 신종섭
- 박현정
- 김복희
- 김창봉
- 이승호
- 박상만
- 박예숙
- 노현숙
- 송준백
- 김성범